# 張幃翔
張幃翔（1996年5月15日—）為臺灣男子籃球運動員，場上位置為小前鋒，現效力於超級籃球聯賽彰化璞園柏力力。張幃翔就讀重慶國中時學校沒有籃球校隊，高中是因為在鬥牛場被發掘而進入泰山高中就讀，自國立臺灣藝術大學畢業後在2019年8月參加超級籃球聯賽新人選秀會但落選，之後與超級籃球聯賽臺灣銀行簽約，2021年從裕隆納智捷離隊後轉戰T1聯盟臺南台鋼獵鷹。2023年8月25日，張幃翔與臺南台鋼獵鷹合約期滿正式離隊。2024年8月16日，張幃翔加盟超級籃球聯賽彰化柏力力。

## 外部連結
- 張幃翔在P. LEAGUE+
- 張幃翔在Eurobasket.com（球員）（英语）
- 張幃翔在Flashscore（英语）